# Юренино (Вологодская область)
Юренино — деревня в Тотемском районе Вологодской области.
Входит в состав Толшменского сельского поселения, с точки зрения административно-территориального деления — в Верхнетолшменский сельсовет.
Расстояние до районного центра Тотьмы по автодороге — 111 км, до центра муниципального образования села Никольское  по прямой — 17 км. Ближайшие населённые пункты — Голебатово, Ермолица, Поповская, Село, Успенье.
По переписи 2002 года население — 12 человек.